# Bei Shizhang
Bei Shizhang, aussi écrit Shi-Zhang Bei (en chinois simplifié : 贝 时 璋 ; chinois traditionnel : 貝 時 璋 ; pinyin : Bei Shizhang), né le 10 octobre 1903 et mort le 29 octobre 2009 est un biophysicien chinois, membre de l'Académie chinoise des sciences. Il obtient un doctorat de l'université Eberhard Karl de Tübingen en 1928. Il est considéré comme le pionnier de la biophysique en Chine. L'astéroïde (31065) Beishizhang est nommé d'après lui.